# Покемон 2000
Покемон 2000 (яп. 劇場版ポケットモンスター 幻のポケモン ルギア爆誕 гэкидзё:бан покэтто монсута: мабороси но покэмон ругиа бакутан, англ. Pokémon: The Movie 2000) — японский анимационный фильм режиссёра Кунихико Юямы, выпущенный в 1999 году компанией OLM, Inc. Это второй полнометражный фильм, посвящённый «Покемону», дополняющий сюжет второго сезона сериала, и в котором появляются несколько новых покемонов, в том числе Лугия и Слоукинг.
Фильм был выпущен в японских кинотеатрах 17 июля 1999 года. Английская версия производства 4Kids была выпущена в прокат студией Warner Bros. Pictures. «Покемон 2000» собрал меньше в кассовых сборах, чем его предшественник, «Покемон: Мьюту против Мью», однако выиграл в росте популярности и был лучше принят критикой.

## Сюжет

### Спасательная миссия Пикачу
«Спасательная миссия Пикачу» — это короткометражный фильм, который идёт в комплекте вместе с фильмом. Пикачу, Сквиртл, Бульбазавр, Псидак, Венонат и Мэрилл отправляются на поиски Тогепи, упавшего в глубокую нору. Пройдя через туннель, покемоны оказываются на гигантском дереве и встречают электрического покемона Элекида. Вместе они находят Тогепи посреди Экзеггута, но тот принимает Тогепи за одно из своих яиц и не хочет его отпускать. Внезапно налетает шторм и покемоны спасают от него Тогепи и Экзеггута, в этом им помогает Снорлакс. Когда шторм заканчивается, приходит Ченси и приносит ещё одно яйцо Экзеггута. Экзеггут соприкасается с Лиственным камнем и эволюционирует в Экзеггутора. Пикачу и остальные покемоны вместе с Тогепи возвращаются к тренерам.

### Сила Избранного
Древняя легенда гласит: «Не нарушай гармонии Огня, Льда и Молнии, дабы эти титаны не разрушили мир, в котором они столкнутся. Хотя великий Хранитель Вод поднимется, чтобы остановить битву – одной его песни будет недостаточно, и Земля обратится в пепел. О, Избранный, в твоей власти соединить всех трёх, и их объединённая сила укротит морского зверя…»
Лоуренс III, богатый коллекционер покемонов, стремится заставить эту легенду сбыться. Он хочет поймать трёх легендарных покемонов-птиц – Молтреса, Запдоса и Артикуно, повелевающих стихиями огня, молнии и льда соответственно, тогда он сможет поймать «морского зверя», легендарного покемона Лугию. Лоуренс направляет свой летающий дворец в середину Оранжевых островов, к острову Огня, где обитает Молтрес. Коллекционер успешно ловит его, тем самым нарушая баланс трёх стихий, поэтому по всему миру начинаются катаклизмы, кроме того, многие покемоны начинают вести себя странным образом.
Тем временем Эш Кетчум и его компаньоны - Мисти и Трейси Скетчит проплывают на катере девушки по имени Мэрен мимо островов. Внезапно начинается шторм и лодку прибивает к острову Шамути, в центральную область Оранжевых островов. Друзья выясняют, что на острове проходит ежегодный Фестиваль легенды. Местная жительница по имени Мелоди выбирает Эша «избранным» на празднике. 
На банкете Мелоди объявляет, что Эш должен забрать три хрустальных сферы с трёх островов: острова Огня, Льда и Молнии, и отнести их на алтарь Шамути, охраняемый Слоукингом, где Мелоди завершит свою задачу, играя песню фестиваля, на самом деле являющуюся песней Лугии. Эш немедленно отправляется в путь во главе с обеспокоенным Пикачу. Доставленные на остров Огня морским капитаном Мэрен, Эш и Пикачу находят сферу Молтреса, но их прерывает Команда R. Мисти, Трейси и Мелоди прибывают на многоцелевой лодке, а затем появляется и Запдос, который пришёл, чтобы претендовать на остров. Лоуренс появляется над головой, атакуя и успешно захватывая Запдоса, но к нему в ловушку также попадают Эш и его друзья. Между тем, профессор Оук, профессор Айви и мать Эша, Делия Кетчум летят на острова, но их вертолёт падает на Шамути. Лоуренс освобождает Эша и других из плена и предпринимает попытку захвата Артикуно, случайно пробуждая Лугию в процессе. Пытаясь сорвать планы Лоуренса, Эш и другие освобождают Молтреса и Запдоса, которые сбегают и сбивают летающий дворец Лоуренса.
Артикуно, Запдос и Молтрес участвуют в яростной войне, пытаясь уничтожить друг друга. Эшу с ребятами удаётся спастись, получив сферу Запдоса в процессе и попасть на остров Шамути, влекомые таинственным водным вихрем, из которого вышел Лугия. Сначала Лугия пытается остановить битву сам, но его превосходят силы птиц, объединённые против него. Телепатически он затем объясняет, что борьба птиц и буйство погоды могут быть остановлены «избранным», коим является Эш. Получив поддержку друзей и своих верных покемонов, Эш соглашается отправиться на остров Артикуно, чтобы получить последнее сокровище, но легендарные птицы мешают ему. Команда R прибывает на катере, сделанном из надувной шлюпки и выброшенного пропеллера вертолёта, желая спасти мир, чтобы продолжить своё злодейство. Группа устремляется в святилище Артикуно и получает его сферу, но прежде чем они сбегают, появляются легендарные птицы. Они уничтожают катер, а затем, Молтрес и Запдос нокаутируют Артикуно. Лугия спасает Эша, Пикачу и Команду R, но те героически прыгают в море, понимая, что они замедляют Лугию. Лоуренс пытается поймать Лугию, но попытка проваливается и в отместку за это Лугия использует атаку Аэрозалп, чтобы уничтожить его корабль и нокаутировать Молтреса и Запдоса, после чего, падает в море.
Мисти и Трейси спасают Эша и Пикачу, которые отваживаются дойти до алтаря острова Шамути и помещают последнюю сферу рядом с остальными. Мелоди играет песню Лугии, шторм прекращается и между легендарными птицами воцаряется мир. Лугия поднимается из моря, принося с собой настоящего «морского зверя», подводное течение, которое меняет климат в благоприятную сторону. Позже, после того, как птицы вернулись на свои острова, Лугия улетает, поблагодарив Эша за помощь. Делия и профессора прибывают. Делия, став свидетелем действий своего сына, просит его быть осторожнее в своих приключениях. Лоуренс сетует на свои решения, решив снова начать свою коллекцию. Команда R, выжившая после падения в море, достигает острова через день и Слоукинг говорит им, что зрители видели их героику; трио рассматривает возможность изменения своих путей, но в конечном итоге решает остаться таким же, когда они понимают, что их боссу может не понравиться идея.

## Актёрский состав

### Основные персонажи
- Рика Мацумото в роли Эша Кетчума, главного героя аниме-сериала и фильма, заветная мечта которого — стать Мастером Покемонов, величайшим и сильнейшим из тренеров покемонов в мире.
- Икуэ Отани в роли Пикачу, первого и самого преданного покемона Эша, который похож на мышь и способен управлять электричеством.
- Маюми Иидзука в роли Мисти, спутницы Эша и лидера стадиона в городе Церулин.
  - Сатоми Короги в роли Тогепи, покемона Мисти.
- Томокадзу Сэки в роли Трейси Скетчита, наблюдателя покемонов и спутника Эша.
  - Мика Канаи в роли Мэрилл, Покемона Трейси.
- Мэгуми Хаясибара в роли Джесси, члена Команды R. Джесси вместе с Джеймсом и Мяутом преследуют Эша и его друзей, чтобы похитить Пикачу, но раз за разом терпят поражение.
- Синъитиро Мики в роли Джеймса, члена Команды R.
- Инуко Инуяма в роли Мяута, говорящего покемона, члена Команды R.
- Усё Исидзука в роли Профессора Оука, главного специалиста по Покемонам.
- Масами Тоёсима в роли Делии Кетчум, родной матери Эша.
- Кэйко Хан в роли Профессора Айви, коллеги Профессора Оука.
- Юдзи Уэда в роли Брока, ассистента Профессора Айви, спутника Эша и лидера стадиона в городе Пьютер.
- Унсё Исидзука в роли закадрового голоса рассказчика.

### Персонажи, появившиеся в фильме
- Акико Хирамацу в роли Мелоди, девочки из острова Шамути, испытывающая симпатию к Эшу.
- Такеси Кага в роли Коллекционера Лоуренса III, главного антагониста фильма. Человек спокойного и уравновешенного характера, но при этом амбициозен. Живёт в летающем дворце, служащим ему операционной базой, и стремится захватить легендарных Покемонов Оранжевых островов, тем самым нарушая гармонию Льда, Огня и Молнии, и провоцируя катаклизмы по всему миру. Был побеждён Лугией и Эшем Кетчумом, но уцелел при разрушении летающего дворца.
- Эми Синохара в роли Компьютера дворца Коллекционера. Помогал Лоуренсу выслеживать легендарных Покемонов Оранжевых островов. Был критически повреждён в результате контратаки Лугии и Эша Кетчума.
- Ая Хисакава в роли Кэрол, старшей сестры Мелоди.
- Котоно Мицуиси в роли Марен, капитана корабля, который привёл Эша и его друзей на Остров Шамути.
- Тикао Оцука в роли Вождя острова Шамути.
- Коити Ямадэра в роли Лугии, морского зверя Оранжевых островов.
- Масатоси Хамада в роли Слоукинга, говорящего покемона и пророка.